# 179. østlige længdekreds
Den 179. østlige længdekreds (eller 179 grader østlig længde) er en længdekreds, der ligger 179 grader øst for nulmeridianen. Den løber gennem Ishavet, Asien, Stillehavet, det Sydlige Ishav og Antarktis.